# Гібельштадт
Гібельштадт (нім. Giebelstadt) — громада в Німеччині, розташована в землі Баварія. Підпорядковується адміністративному округу Нижня Франконія. Входить до складу району Вюрцбург. Центр об'єднання громад Гібельштадт.
Площа — 48,06 км2. Населення становить 5527 ос. (станом на 31 грудня 2020).